# Septembre 1854

## Événements
- Départ de l'expédition de Burton vers Harar en Éthiopie.

- 2 septembre : en Indonésie, un règlement gouvernemental, sans modifier le système des cultures, tient compte des modifications constitutionnelles qui ont prévu le contrôle du Parlement sur les Colonies néerlandaises et rappelle qu’un des devoirs les plus impératifs du gouverneur général est « la protection de la population indigène contre les actes arbitraires de qui que ce soit ». Le règlement précise que « le gouverneur général a soin de fonder des écoles pour la population indigène ». En fait, seuls 60 000 Indonésiens seront scolarisés à la fin du siècle.

- 4 septembre : débarquement franco-britannique en Crimée.

- 11 septembre : ministère McNab-Morin d’alliance entre conservateurs et libéraux modérés au Canada.

- 12 septembre, état de Victoria (Australie) : ouverture de la ligne Melbourne-Sandridge (aujourd'hui Port-Melbourne). Première ligne de chemin de fer en Australie

- 14 septembre : débarquement des troupes françaises, britanniques et turques à Eupatoria en Crimée.

- 15 septembre, France : mise en service de la ligne de chemin de fer de Metz à Thionville[1].

- 19 au 20 septembre (Bataille de l'Alma) : le maréchal de Saint-Arnauld et le Britannique Lord Raglan battent l'amiral russe Menchikov. Les généraux Bosquet et Canrobert sont blessés.
  - Pour les Français, cette bataille efface en partie la défaite de Waterloo.

- 24 septembre, France : inauguration de la ligne de chemin de fer de Metz à Thionville[1].

- 26 septembre : le maréchal de Saint-Arnauld, malade du choléra, embarque à destination de la France sur le Berthollet. Le général Canrobert lui succède à la tête de l'armée française d'Orient. Le 29 septembre, le maréchal meurt sur le bateau en mer Noire à l'âge de 54 ans.

## Naissances
- 3 septembre : Alexandrine von Hutten-Czapska, femme de lettres polonaise, de langue française, connue sous le nom d'Ary Ecilaw († 8 mai 1941).
- 11 septembre : Hippolyte Petitjean, peintre français († 18 septembre 1929).
- 29 septembre : Lucien Berthault, peintre français († 15 mars 1935).

## Décès
- 1er septembre : María Guadalupe Cuenca de Moreno, épistolière argentine (° 1790).
- 2 septembre : Pierre Alphonse Laurent, mathématicien français (° 1813).
- 7 septembre : Louis de Sczaniecki, militaire et insurgé polonais (° 1789).
- 8 septembre : Aloîse-Prosper Biernacki, homme politique et insurgé polonais (° 1778).
- 12 septembre : Charles-François Brisseau de Mirbel, botaniste et homme politique français (° 1776).
- 20 septembre : Frederick Catherwood, illustrateur britannique (° 1822).
- 22 septembre : de Saint-Arnaud, maréchal de France commandant les forces françaises en Crimée meurt du choléra
- ~11 septembre 1854 : Louis Olivier Gamache, ″sorcier″ de L'Île-d'Anticosti )[2].